# Сімоніта

36°12′45″ пн. ш. 138°47′21″ сх. д. / 36.21250° пн. ш. 138.78917° сх. д.
Сімоні́та (яп. 下仁田町, しもにたまち, МФА: [ɕimoɲita mat͡ɕi̥]) — містечко в Японії, в повіті Канра префектури Ґумма. Станом на 1 жовтня 2007 площа містечка становила 188,27 км². Станом на 1 серпня 2008 населення містечка становило 9416 осіб.